# Thulasi Tharumalingam
Thulasimaaran „Thulasi“ Tharumalingam (* 24. Oktober 1992 in Schwanewede) ist ein deutscher Profiboxer. Er nahm für Katar an den Olympischen Sommerspielen 2016 in Rio de Janeiro teil.

## Leben
Tharumalingam’s Mutter, welche zur Volksgruppe der Tamilen gehört, kam 1983 aufgrund des Bürgerkriegs in Sri Lanka nach Deutschland und heiratete 1986, seine Eltern betreiben eine Pizzeria in Schwanewede. Thulasi ist mit einem Bruder und einer Schwester im Raum Bremen aufgewachsen und dort neben seiner Boxkarriere als Ernährungsberater und Fitnesstrainer tätig.

## Amateurkarriere
Tharumalingam begann mit dem Boxsport beim TV Schwanewede und gewann 2012 im Halbweltergewicht die Deutsche Meisterschaft der U21 in Dorf Mecklenburg. Bei Deutschen Meisterschaften der Elite-Klasse erreichte er 2010, 2013 und 2014 jeweils das Viertelfinale, sowie 2011 und 2012 das Achtelfinale.
2015 schloss er sich nach einem dementsprechenden Angebot dem Boxverband von Katar an, behielt jedoch die deutsche Staatsangehörigkeit. Für seine Wahlnation nahm er noch im Oktober 2015 an der Weltmeisterschaft in Doha teil, wo er im Achtelfinale gegen Fazliddin Gʻoibnazarov unterlag.
Nachdem er bei den olympischen Qualifikationsturnieren im März 2016 in Qian’an und im Juni 2016 in Baku jeweils vorzeitig ausgeschieden war, erreichte er beim letzten Qualifikationsturnier im Juli 2016 in Vargas das Finale, wodurch er einen Startplatz bei den Olympischen Sommerspielen 2016 in Rio de Janeiro erhielt. Bei Olympia schied er jedoch in der Vorrunde gegen Baatarsüchiin Tschindsorig aus.
2017 war er Teilnehmer der Asienmeisterschaft in Taschkent und der Islamic Solidarity Games in Baku, sowie 2018 der Asienspiele in Jakarta und der Arabischen Meisterschaft in Khartum, wobei er eine Bronzemedaille im Weltergewicht erkämpfte.
2019 gewann er Silber im Weltergewicht bei der Arabischen Meisterschaft in Khartum, war Teilnehmer der Asienmeisterschaft in Bangkok und startete auch bei der Weltmeisterschaft in Jekaterinburg, wo er in der Vorrunde gegen Lim Hyun-chul unterlag.
Im März 2020 nahm er an der asiatischen Olympiaqualifikation in Amman teil und scheiterte ebenfalls in der Vorrunde.

## Profikarriere
Im September 2017 bestritt er sein Profidebüt für das deutsche Wiking Boxteam und ist bislang in 11 Kämpfen ungeschlagen.